# Skatmunia
Skatmunia (Spermestes fringilloides) är en fågel i familjen astrilder inom ordningen tättingar.

## Utseende och läte
Skatmunia är en stor astrild med kraftig näbb. Den uppvisar svart huvud, brun rygg och svart fjällaktigt mönster utmed sidorna av det vita bröstet. Arten är ytligt lik bronsmunian, men är större och mer stornäbbar. Bronsmunian saknar också svart på hela huvudet och fjällmönstret på bröstsidorna. Lätet är ett fallande "teeiw".

## Utbredning och systematik
Fågeln förekommer från Senegal till Kenya, söderut till Tanzania, Zanzibar, Zambia och KwaZulu-Natal Den behandlas som monotypisk, det vill säga att den inte delas in i några underarter.

## Levnadssätt
Skatmunia hittas i bambu, fuktiga busk- och odlingsmarker, lummig savann och i skogsbryn.

## Status
Arten har ett stort utbredningsområde och beståndet anses vara stabilt. Internationella naturvårdsunionen IUCN listar den därför som livskraftig (LC).